# بيترماريتزبرغ

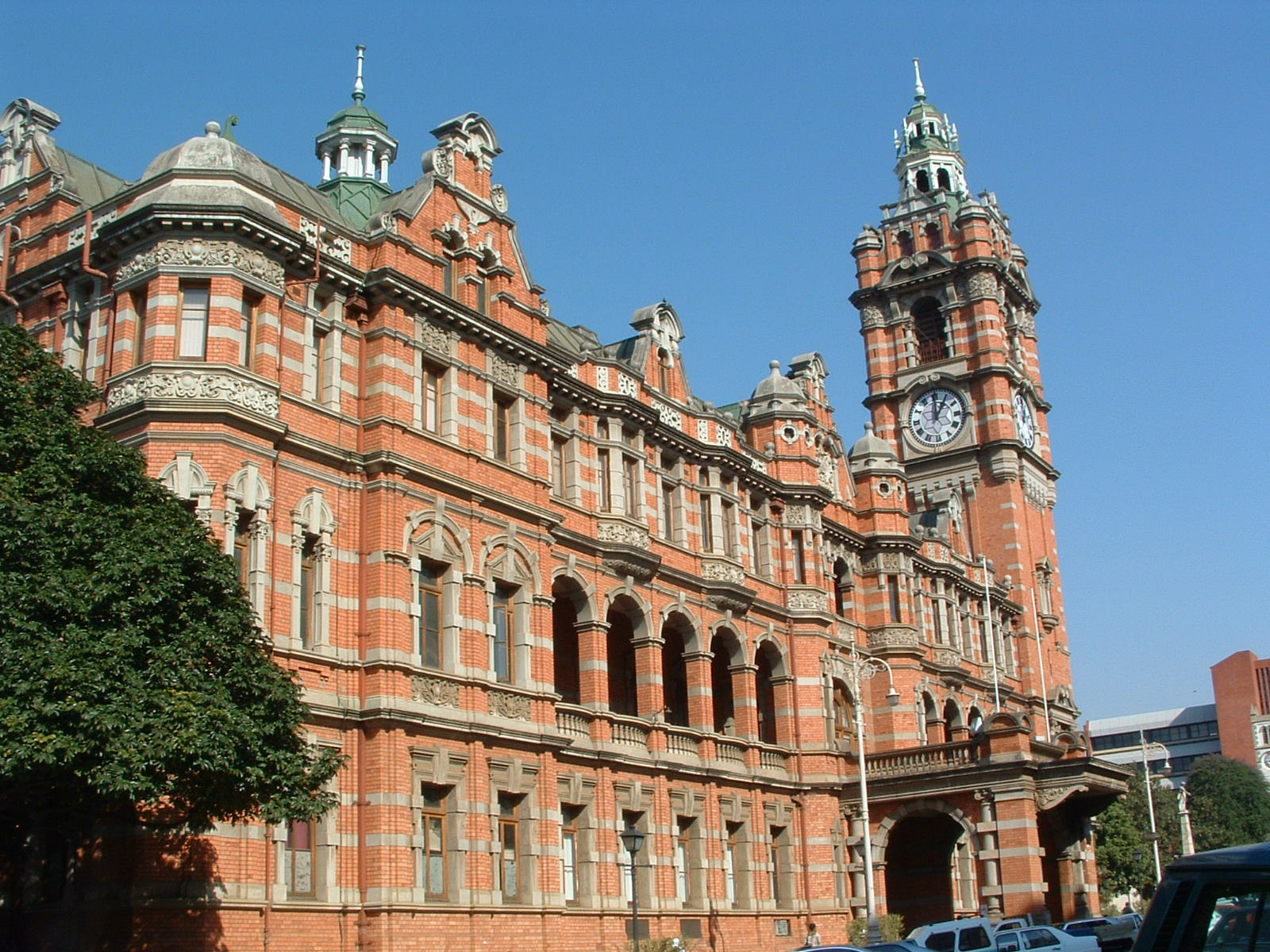
مبنى المدينة في بيترماريتزبرغ

بيترماريتزبرغ هي عاصمة كوازولو ناتال في جنوب أفريقيا وثاني أكبر مدينة في مقاطعة، تم تأسيسها في عام 1838. تشتهر بيترماريتزبرغ باسم ماريتزبرج باللغة الأنجليزية ولغة الزولو على حد سواء، وعادة ما تختصر بالعامية إلى بي إم بي. وتعتبر المدينة مركزاً صناعياً هاماً في المنطقة، وتنتج الألمنيوم والأخشاب ومنتجات الألبان، وهي مقر للكثير من المدارس ومؤسسات التعليم العالي مثل جامعة كوازولو ناتال. وبلغ عدد سكانها 228549 في عام 1991، ويقدر عدد السكان حالياً وفقاً لإحصائات البلدية المحلية ما بين 500000 و 600000 نسمة(25% إلى 30% منهم من الهنود أو البيض).

## تاريخ المدينة
تأسست بيترماريتزبرغ على أيدي الفوتريكيريين بعد هزيمة دينغن في معركة نهر الدم، وكانت في السابق عاصمة تدعى ناتاليا لجمهورية بوير التي لم تدم طويلاً. واحتلت بريطانيا بيترماريتزبرغ في عام 1843، وأصبحت مقراً لإدارة مستعمرة ناتال، وعُين الملازم مارتين ويست أول محافظ فيها، وقد اتخذها موطناً له.

## اسم المدينة
هناك تفسيران لأصل اسم المدينة، الأول أنها سُميت على اسمي قائدين من الفوتريكير، وهما بيت ريتيف وجيرت ماريتز. أما التفسير الثاني فهو أنها سميت أساساً على اسم بيت ريتيف وحده، لأن اسمه الكامل هو بيتر ماريتز ريتيف. الاسم الأصلي للمدينة هو بيتر ماريتز برورج وفقاً للتفسير الأخير، ثم ترجم حرفياً فيما بعد إلى الاسم الحالي.
قُتل ريتيف على يد دينغن، خليفة شاكا، وملك الزولو. ولقي مارتيز حتفه في معركة مع الزولو في بلوكرانز الواقعة مئات الكيلومترات شمالاً وبهذا لم يصل إلى منطقة بيترماريتزبرغ أبداً.
وفي الوقت الذي ازدهرت فيه إمبراطورية الزولو أطلق على مكان المدينة اومجونجوندلوفو، وهي عبارة في لغة الزولو معناها مكان الفيل أو فوز الفيل. وبهذا أعتقد أن اومجونجوندلوفو مكان نصر أحد ملوك الزولو، لأن كلمة لندلوفو التي تعني الفيل هو اسم عادة ما يتسمى به ملوك الزولو.

## الفصل العنصري
كانت المدينة خلال نظام الفصل العنصري مقسمة إلى أماكن منعزلة عديدة. 90% من السكان الهنود تم نقلهم إلى ضواحي نورتدالي، بينما نُقل أغلب سكان الزولو إلى بلدة إندالي المجاورة.

## الجامعة
تأسست جامعة ناتال عام 1910، وامتدت إلى ديربان في عام 1922. اندرجت الجامعتين تحت جامعة ناتال في مارس 1949، وأصبحت الجامعة صوت مهم في الكفاح ضد الفصل العنصري، وكانت واحد من أول الجامعات في البلاد التي وفرت التعليم للطلاب السود. وتفخر الجامعة بأكاديميها المميزين على مستوى العالم، وخريجيها المعروفين حول العالم، وأصبحت جامعة كوازولو-ناتال في الأول من يناير 2004.

## المهاتما غاندي
تشتهر بيترماريتزبرغ أيضاً بالحادثة التي حصلت في بداية حياة المهاتما غاندي. ففي مايو من عام 1893 كان غاندي في طريقه إلى بريتوريا، وعند توقف القطار في مدينة بيترماريتبرغ، أمر محصل التذاكر غاندي بالخروج من عربة الدرجة الأولى، التي خصصت لذوي البشرة البيضاء، رفض غاندي بحجة كونه حاملا لتذكرة الدرجة الأولى، فتم طرده من القطار، وقضى ليلته في غرفة انتظار صغيرة في المحطة دون تدفئة.
كتب غاندي عن هذه الحادثة في كتاب (قصة تجاربي مع الحقيقة)، يقول: «لم أجرؤ على طلب معطفي من الحقيبة، خشية أن أتعرض للإهانة مرة أخرى، فجلست أرتجف من البرد».
فيما بعد وضع في ذات الموقع الذي شهد الحادثة، لافتة كتب عليها (هذه الواقعة غيرت مجرى حياته).
قرر غاندي أن يبقى في جنوب أفريقيا، ليحارب التمييز العنصري ضد الهنود هناك. ظهرت من هذا الصراح مقاومته الفريدة اللاعنفية ساتياغراها. ويقف اليوم تمثال غاندي البرونزي في شارع الكنيسة في وسط المدينة.

## أحداث تاريخية أخرى
- صدرت عام 1846 أول صحيفة في ناتال وهي ذا وتنس، وكانت تدعى في السابق ذا ناتال وتنس.
- أنشاءت جمعية ناتال للنباتات حديقة نباتية مساحتها 54 هكتار في عام 1872.
- اندلعت النيران في قاعة المدينة عام 1895، وهي أكبر بناء من الطوب الأحمر في نصف الكرة الجنوبي، وأعيد بناءوها في عام 1901.
- بنى البريطانيون معسكر اعتقال خلال حرب بوير الثانية لإيواء نساء وأطفال بوير.
- ألقي القبض على نيلسون مانديلا عام 1962 في بلدة قريبة شمال بيترماريتزبرغ، وكان اعتقاله بداية 27 سنة قضاها في السجن. وأقيم تمثال صغير في مكان اعتقاله.

## مركز العاصمة
كانت بيترماريتزبرغ عاصمة مقاطعة ناتال قبل نهاية نظام الفصل العنصري في عام 1994، ثم تقاسمت هذا المركز مع أولوندي بعد أول انتخابات في جنوب أفريقيا بعد انتهاء الفصل العنصري، نتيجة لفوز حزب الحرية انكاثا بالأغلبية في حكومة مقاطعة كوازولو ناتال. فأصبحت بيترماريتزبرغ العاصمة التشريعية لمقاطعة كوازولو ناتال الحديثة النشأة، بينما كانت أولوندي العاصمة الإدارية. وكان حزب انكاثا قوميون من الزولو، ولهذا كانت لديهم رغبة شديدة في أن تكون أولوندي عاصمة المقاطعة، حيث كانت عاصمة مملكة الزولو في الماضي قبل سقوطها على أيدي البريطانيين.
لكن أولوندي تفتقر بشدة إلى بنية تحتية تهيئها لتكون جزء فعال في الحكومة، وكان الحزب الوطني الأفريقي والحزب الديموقراطي وحزبين سياسيين قويين آخرين في المقاطعة قد دعوا أن تكون بيترماريتزبرغ وحدها العاصمة.
انتهى هذا النقاش عندما تسلم الحزب الوطني الأفريقي السلطة في المقاطعة عام 2004، وعين بيترماريتزبرغ وحدها عاصمة لكوازولو ناتال. ونتج عن هذا نقل العديد من المكاتب الحكومية إلى بيترماريتزبرغ، وكان ذلك تطور إيجابي في المنطقة. ونتج عن الاستثمار في المدينة من قبل كلا القطاعين الخاص والعام تقدم المدينة، حيث تم تحديث العديد من المباني في وسط المدينة وانتشرت تجارة التجزئة وتطورت المجمعات السكنية في الضواحي.

## المواصلات
تقع بيترماريتزبرغ على الطريق الرئيسية بين المجتمعات المدنية بريتوريا وجوهانسبرغ وويتووترسراند وميناء ديربان الذي يبعد نحو 55 ميلاً من بيترماريتزبرغ. ويوفر مطار بيترماريتزبرغ أوريبي خدمات النقل الجوي الداخلي إلى جوهانسبرغ وكيب تاون. وهناك أيضاً محطة قطار في وسط المدينة توصل مباشرة إلى ديربان وجوهانسبرغ وغيرها من المدن الرئيسية في جنوب أفريقيا.

## المدن التوأمة
- تاي شانغ، تايوان
- هامبتون, فيرجينيا، الولايات المتحدة